# وشیند
وشیند (به انگلیسی: Vashind) یک زیستگاه انسانی در هند است که در Thane district واقع شده‌است.

## خصوصیات
وشیند ۱۵٬۸۸۰ نفر جمعیت دارد.